# Tryavna Peak
Tryavna Peak är en bergstopp i Antarktis. Den ligger i Sydshetlandsöarna. Argentina, Chile och Storbritannien gör anspråk på området. Toppen på Tryavna Peak är 2 meter över havet.
Terrängen runt Tryavna Peak är varierad. Havet är nära Tryavna Peak österut. Trakten är glest befolkad. Närmaste befolkade plats är Captain Arturo Prat base, 16,1 kilometer nordost om Tryavna Peak. 